# Pidonia dealbata
Pidonia dealbata là một loài bọ cánh cứng trong họ Cerambycidae.